# Quebec Cemetery
Quebec Cemetery is een begraafplaats gelegen in de Franse plaats Chérisy (Pas-de-Calais). De militaire graven worden onderhouden door de Commonwealth War Graves Commission.
De begraafplaats telt 183 geïdentificeerde Gemenebest graven uit de Eerste Wereldoorlog.